# Volo Iran Airtour 945
Il volo Iran Airtour 945 era un volo passeggeri di linea nazionale dall'aeroporto Internazionale di Bandar Abbas all'aeroporto Internazionale di Mashhad, in Iran. Il 1º settembre 2006, circa alle ore 13:45 locali, il Tupolev Tu-154M  marche EP-MCF operante il volo prese fuoco dopo l'atterraggio, provocando la morte di 28 dei 137 passeggeri a bordo.

## L'aereo
Il velivolo coinvolto nell'incidente era un Tupolev Tu-154M  marche EP-MCF, numero di serie 88A788, numero di linea 945, spinto da tre motori turboventola Aviadvigatel' Solov'ëv D-30KU-154-II.
L'aeromobile era in servizio attivo dal 1988 e aveva circa 19 000 ore di volo su circa 2 200 voli. Originariamente era di proprietà di Aeroflot, al tempo la compagnia aerea di bandiera dell'Unione Sovietica, poi russa dopo la dissoluzione del 1991. L'aereo venne noleggiato dalla compagnia aerea Iran Airtour nell'agosto 2005 dopo essere stato gestito da diversi altri vettori tra i quali la Bulgarian Air Charter e la Red Wings Airlines (Авиалинии 400) con marche LZ-LCI.

## Le indagini
Benché la causa specifica è ancora ignota, le probabili cause dell'incidente sono presumibilmente da attribuire a uno pneumatico della gamba di forza del carrello d'atterraggio anteriore scoppiato dopo il contatto con la pista 14L. Privo di direzionalità l'aereo sterzò e per l'attrito generato il carrello prese fuoco e lo trasmise alla parte anteriore della cellula.